# فلاخن داوود
فلاخن داوود  (به عبری: קלע דוד‎) یا دیویدز اسلینگ (به انگلیسی: David's Sling) سیستم پدافند هوایی اسرائیلی است که با مشارکت شرکت اسرائیلی رافائل و شرکت آمریکایی طراحی شده است.شروع پروژه این سیستم از سال ۲۰۰۵ آغاز شده و از سال ۲۰۱۶ عملیاتی شد.فلاخن داوود برای رهگیری موشک‌های میان برد و دور برد و موشک‌های کروز طراحی شده است. فلاخن داوود قرار است جایگزین سیستم‌های پدافندی هاوک و پاتریوت شود و به عنوان لایه دوم دفاع هوایی موشکی اسرائیل (دفاع موشکی کوتاه برد) پایینتر از سیستم ضدبالستیک ختس (پیکان) و بالاتر از سیستم ضد راکت گنبد آهنین فعالیت می‌کند.
نام این سیستم از سلاحی که حضرت داوود، پهلوان بنی اسرائیل، در نبرد با جالوت، پهلوان فلیسطی، استفاده کرد گرفته شده است.